# Wisława-Szymborska-Preis
Der Wisława-Szymborska-Preis (polnisch Nagroda im. Wisławy Szymborskiej; ehemals: Nagroda Poetycka im. Wisławy Szymborskiej) ist eine bedeutende polnische literarische Auszeichnung. Der Literaturpreis ist nach der polnischen Literaturnobelpreisträgerin Wisława Szymborska benannt.

## Geschichte
Im Februar 2012 wurde bekannt, dass Wisława Szymborska testamentarisch die Gründung einer Stiftung verfügt hatte, die sich um ihren Nachlass sowie die Schaffung und Betreuung eines neuen Literaturpreises kümmern sollte.
Bei der Erstverleihung 2013 des mit insgesamt 200.000 Złoty dotierten Preises erhielten die beiden Preisträger je 100.000 Złoty. Die von der Schauspielerin Agata Kulesza moderierte Verleihungsgala wurde im TVN24 übertragen und musikalisch von Aga Zaryan begleitet.
2014 moderierte Agata Buzek die Verleihungsgala, zu deren Gästen Präsident Bronisław Komorowski und Ministerin Małgorzata Omilanowska zählten. Das Konzert von Włodek Pawlik bildete dem Abschluss.
Bei der 2015 von Sonia Bohosiewicz moderierten Verleihungsgala trat die Krakauer Jazzgruppe FOURS collective auf. Zwei Autoren wurden ausgezeichnet.
Seit 2016 werden lyrische Werke in zwei Kategorien ausgezeichnet, sowie jährlich ein Werk, das ursprünglich in polnischer Sprache veröffentlicht wurde. Zudem wird alle zwei Jahre ein Werk ausgezeichnet, das ins Polnische übersetzt worden ist. Der Preis ist in beiden Kategorien jeweils mit 100.000 Złoty dotiert. Anna Radwan moderierte die Verleihungsgala, auf der Dorota Miśkiewicz und Marek Napiórkowski auftraten.
2017 wurde nur ein Autor ausgezeichnet; der Preis war mit 100.000 Złoty dotiert. Bei der von Ewa Kaim moderierten Verleihungsgala interpretierte die Band Stubbornly Absent ins Englische übersetzte Gedichte von Wisława Szymborska.
2018 wurde die Verleihungsgala von Jan Peszek und Beata Fudalej moderiert und mit einem Konzert von Robert Kubiszyn abgeschlossen.

## Jury
Die siebenköpfige Jury setzt sich aus internationalen Dichtern, Übersetzern und Vertretern des Literatur- und Universitätsbetriebs zusammen. Für das Jahr 2018 besteht die Jury aus Andrej Chadanowitsch, Bernhard Hartmann, Bill Martin, Abel Murcia Soriano, Joanna Orska, Marian Stala und Dorota Walczak-Delanois.

## Preisträger

### Polnisches Original
| Jahr | Preisträger/-in                 | Titel              | Nominierungen |
| ---- | ------------------------------- | ------------------ | --- |
| 2013 | Krystyna Dąbrowska              | Białe krzesła      | Justyna Bargielska: Bach for my baby Krzysztof Karasek: Dziennik rozbitka Jan Polkowski: Głosy                                                 |
| 2013 | Łukasz Jarosz                   | Pełna krew         | Justyna Bargielska: Bach for my baby Krzysztof Karasek: Dziennik rozbitka Jan Polkowski: Głosy                                                 |
| 2014 | Julia Hartwig                   | Zapisane           | Wojciech Bonowicz: Echa Jacek Dehnel: Języki obce Mariusz Grzebalski: W innych okolicznościach Michał Sobol: Pulsary                           |
| 2015 | Roman Honet                     | świat był mój      | Jakobe Mansztajn: Studium przypadku Mirosław Mrozek: Horyzont zdarzeń Maciej Robert: Księga meldunkowa                                         |
| 2015 | Jacek Podsiadło                 | Przez sen          | Jakobe Mansztajn: Studium przypadku Mirosław Mrozek: Horyzont zdarzeń Maciej Robert: Księga meldunkowa                                         |
| 2016 | Jakub Kornhauser                | Drożdżownia        | Edward Pasewicz: Och, Mitochondria Marta Podgórnik: Zawsze Joanna Roszak: Tego dnia Marcin Świetlicki: Delta Dietla                            |
| 2017 | Marcin Sendecki                 | W                  | Tomasz Bąk: [beep] generation Jerzy Kronhold: Skok w dal Tomasz Różycki: Litery Eugeniusz Tkaczyszyn-Dycki: Nie dam ci siebie w żadnej postaci |
| 2018 | Julia Fiedorczuk                | Psalmy             | Wojciech Bonowicz: Druga ręka Natalia Malek: Kord Marta Podgórnik: Zimna książka Ilona Witkowska: Lucyfer zwycięża                             |
| 2019 | Marta Podgórnik                 | Mordercze ballady  | Kamila Janiak: Wiersze przeciwko ludzkości Piotr Janicki: Psia książka Marzanna Bogumiła Kielar: Nawigacje Robert Król: Polka                  |
| 2020 | Anna Adamowicz                  | Animalia           | Justyna Bargielska: Dziecko z darów Jakub Kornhauser: Dziewięć dni w ścianie Joanna Mueller, Joanna Łańcucka: Waruj Michał Sobol: Wieść        |
| 2021 | Genowefa Jakubowska-Fijałkowska | Rośliny mięsożerne | Adam Kaczanowski: Zabawne i zbawienne Tomasz Różycki: Kapitan X Mirka Szychowiak: Uwaga, obiekt monitorowany Urszula Zajączkowska: Piach       |
| 2022 | Małgorzata Lebda                | Mer de Glace       | Zuzanna Bartoszek: Klucz wisi na Słońcu Jerzy Jarniewicz: Mondo cane Krzysztof Siwczyk: Krematoria I. Krematoria II Dariusz Sośnicki: Po domu  |
| 2023 | Tomasz Różycki                  | Ręka pszczelarza   | Maciej Bobula: Pustko Stanisław Kalina Jaglarz: gościć sójki Kamila Janiak: miłość Jadwiga Malina: Teoria powtórzeń                            |

### Übersetzung
| Jahr | Preisträger/-in | Preisträger/-in                               | Titel                      | Originaltitel     |
| Jahr | Autor/-in       | Übersetzer/-in                                | Titel                      | Originaltitel     |
| ---- | --------------- | --------------------------------------------- | -------------------------- | ----------------- |
| 2016 | Uroš Zupan      | Katarina Šalamun-Biedrzycka Miłosz Biedrzycki | Niespieszna żegluga        | Počasna plovba    |
| 2018 | Linn Hansén     | Justyna Czechowska                            | Przejdź do historii        | Gå till historien |
| 2022 | Fernando Pessoa | Wojciech Charchalis                           | Heteronimy. Utwory wybrane |                   |